# Aeropuerto Internacional Rajiv Gandhi
El Aeropuerto Internacional Rajiv Gandhi (IATA: HYD, OACI: VOHS) es un nuevo aeropuerto cerca de Shamshabad, a unos 22 km de la ciudad de Hyderabad, en India. Recibe su nombre del antiguo primer ministro de India, Rajiv Gandhi. El aeropuerto reemplaza al antiguo aeropuerto internacional de la ciudad, Aeropuerto Begumpet. Las operaciones comerciales comenzaron a las 12:01 a. m. del 23 de marzo de 2008. El aeropuerto internacional Rajiv Gandhi es el segundo aeropuerto con participación pública y privada de India, siendo el primero el Aeropuerto Internacional de Cochin. Cuenta también con una de las mayores pistas del mundo. Es una base de operaciones para SpiceJet e IndiGo Airlines. También sirve como base secundaria para Air India.

## Proyecto

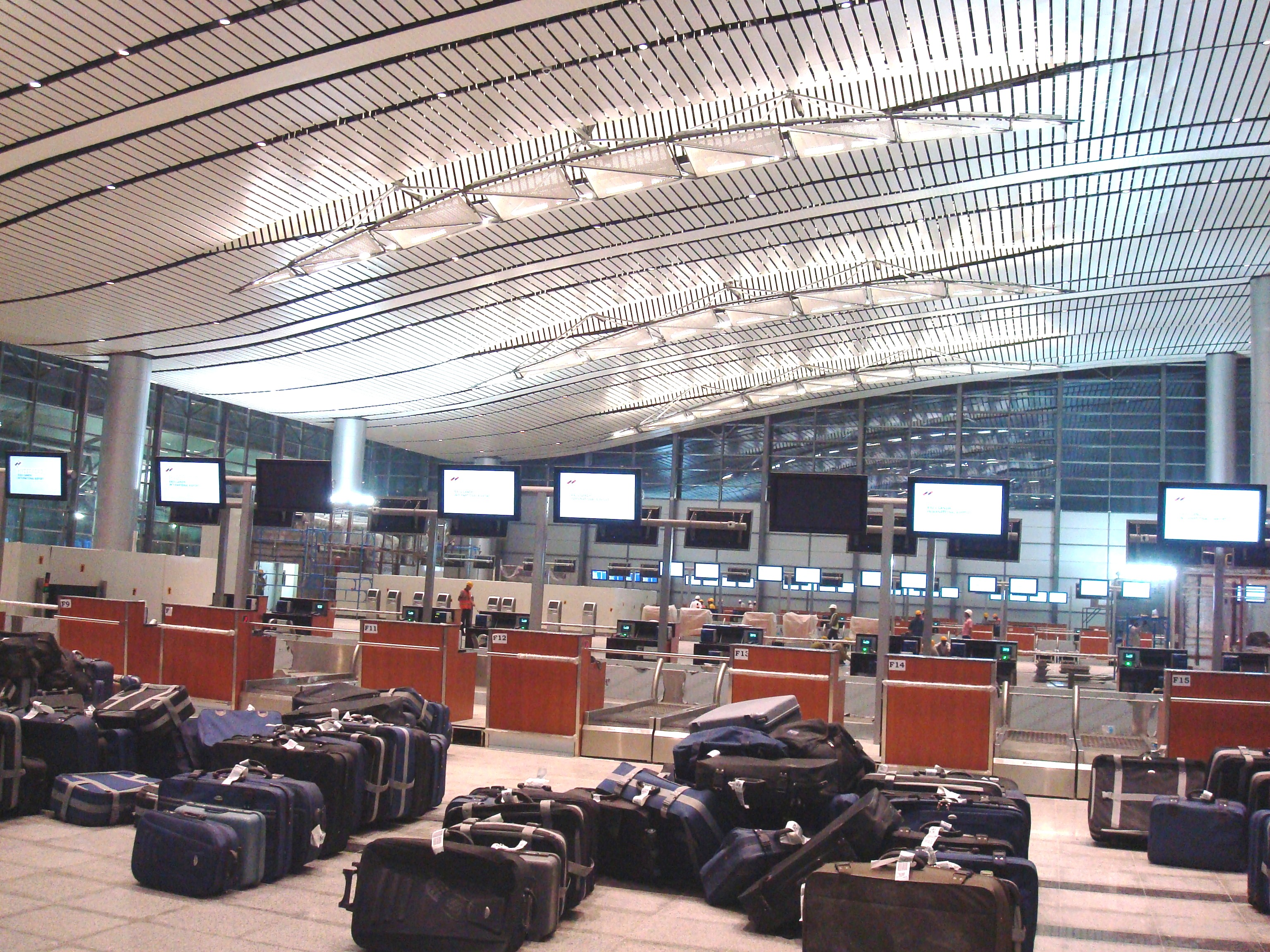
Las modernas instalaciones del aeropuerto de Hyderabad lo convierte en uno de los mejores aeropuertos del Sur de Asia.

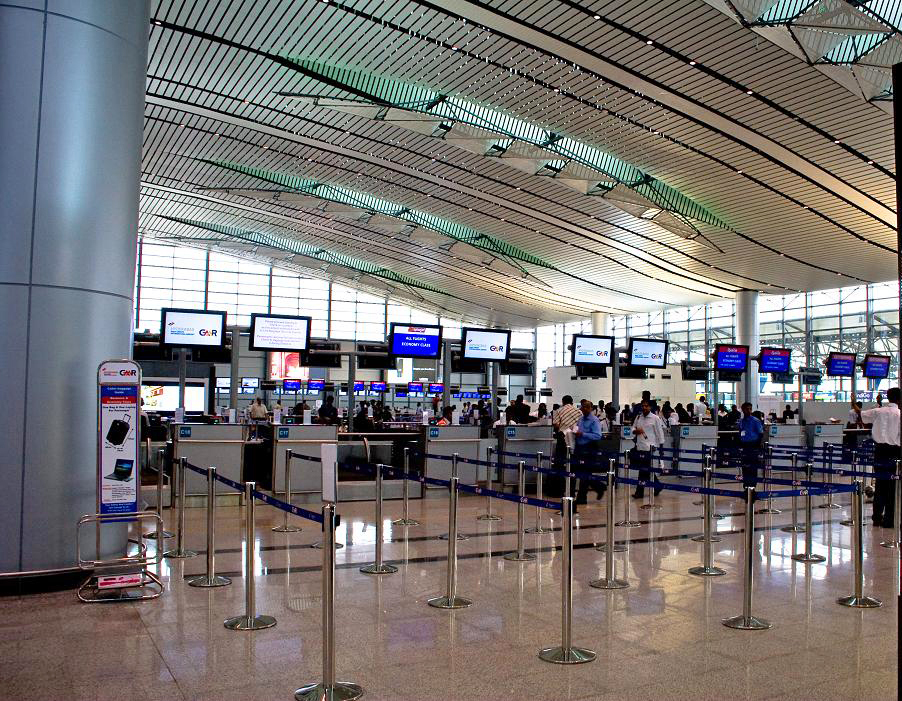
Instalaciones modernas.

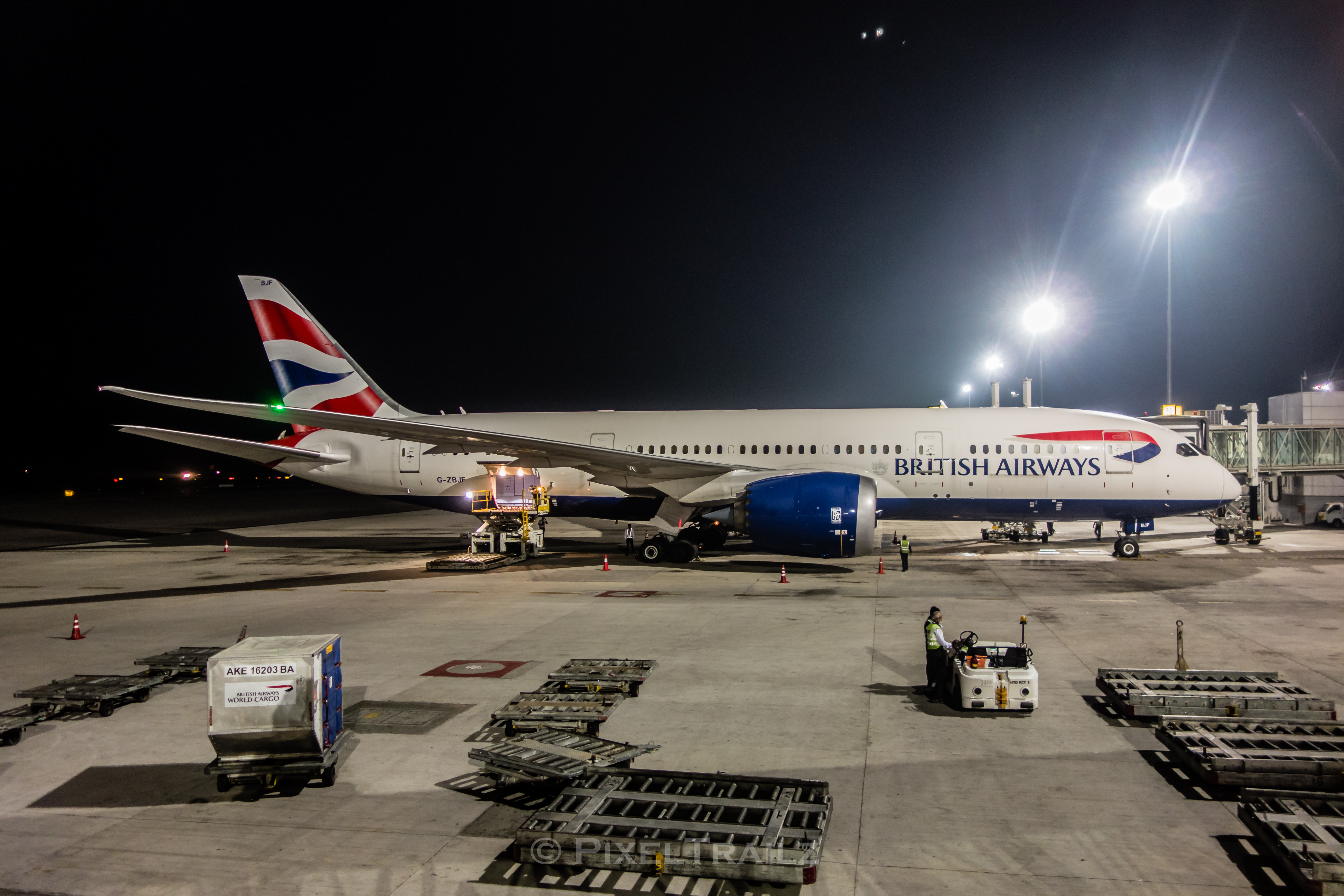
Avión de British Airways en la puerta

El aeropuerto fue construido en varias fases, y una vez completado estaba listo para atender a los grandes aviones y el tráfico internacional. Cuando el aeropuerto esté totalmente concluido podría atender hasta cuarenta millones de pasajeros anuales. El coste total del proyecto fue de 2.370 rupias (560 millones de dólares).

### Fase inicial
Se ha construido una terminal de 105.300 metros cuadrados con capacidad para atender a doce millones de pasajeros anuales. La terminal tiene doce puestos de estacionamiento en contacto y treinta estacionamientos en remoto. Se han construido otras construcciones, incluyendo la torre de control, el edificio técnico, la terminal de carga (100.000 toneladas de capacidad), mantenimiento y una zona de material, ocupando en conjunto 35.000metros cuadrados. El aeropuerto cuenta además con aparcamiento para 1.500 vehículos y un hotel. 
Se inició la construcción de una terminal de aerolíneas de bajo coste capaz de atender a medio millón de pasajeros anuales en la segunda mitad de 2008.

### Segunda fase
En la fase dos, la terminal 1 incrementará su espacio hasta los 250.000 metros cuadrados para atender al incremento de la demanda. Con esta ampliación, la terminal contará con 54 posiciones de estacionamiento de aeronaves. La terminal bajo coste será igualmente ampliada hasta incrementar su capacidad máxima a los 1,5 millones de pasajeros anuales.
Una segunda pista será necesaria antes de comenzar la construcción de la terminal dos. También se llevará a cabo un incremento de instalaciones como hoteles, oficinas, carga y mantenimiento. El espacio total urbanizado al final de esta fase será de 470.000 metros cuadrados.

### Fase Final
El aeropuerto alcanzará su total madurez en esta fase. Se incrementará el espacio construido hasta los 900.000 metros cuadrados. 
El plan último es poder atender a cuarenta millones de pasajeros al año. El incremento de espacio posibilitará la construcción de una tercera y una cuarta pista.
- Puestos en contacto: 42
- fingers: 12
- Torre de control (altura): 75 metros
- Terminal: 105.000 metros cuadrados (incluyendo sótanos)
- Capacidad de pasajeros en hora punta: 3.200
- Mostradores de facturación: 130
- Mostradores de auto-facturación: 16
- Controles de pasaportes:46
- Niveles (plantas): 2 (salidas y llegadas)
- Pistas: 1, rodadura (rodadura adicional)
- Elevación de pista: 2.026 pies[2]
- Longitud de pista: 4.265 metros
- Anchura de pista: 60 metros
- Bordes de pista: 15 metros
- Orientación de pista: 09/27
- Sistema de luces: CAT I (ambas cabeceras)
- Equipamiento de navegación: VOR, NDB, VOR/DME, ILS (CAT I en ambas cabeceras)
- Capacidad de aviones: desde pequeñas aeronaves a aviones de código F aircraft (como el Airbus A380)
- Capacidad de carga: > 100.000 toneladas

## Conexiones al aeropuerto

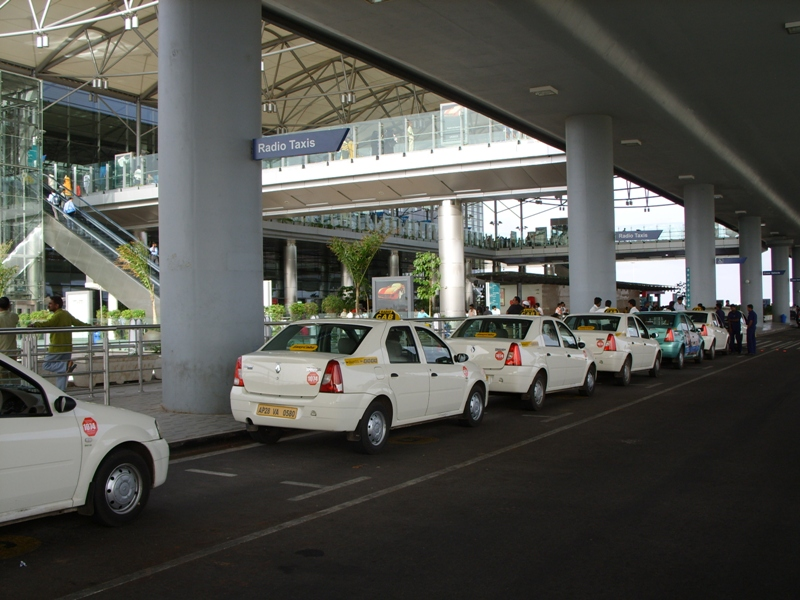
Radio Taxis en el aeropuerto.

- La National Highway 7 de cuatro carriles con carriles de servicio (al oeste)
- Srisailam Highway de cuatro carriles (al este)

Otras alternativas son: 
- Ampliación de la línea de metro de Falaknuma a Shamshabad.

- Tren aeroportuario específico de Secunderabad al aeropuerto de 40 kilómetros de largo, que serían cubiertos en 25 minutos.

### Lanzaderas
Estos autobuses funcionan las 24 horas del día y los siete días de la semana con un intervalo de treinta minutos entre las 03:30 y las 23:30, y con una frecuencia de una hora entre las 23.30 y las 03.30 horas. Tienen paradas en los siguientes puntos: 
- Paryatak Bhawan.
- Instituto Keyes Girls.
- Estadio Quli Qutub Shah.
- SD Hospital.
- Ciudad HITECH.

### Servicios de alquiler de vehículos
Están proporcionados por Avis, Hertz y Budget.

### Radio taxi
- Easy Cabs
- Meru Cabs
- Dot Cabs

## Operaciones
El aeropuerto tiene una terminal. Ofrece vuelos a Europa.

## Aerolíneas y destinos
| Aerolíneas                 | Destinos |
| -------------------------- | --- |
| Air Arabia                 | Sharjah |
| AirAsia                    | Kuala Lumpur–Internacional |
| Air India                  | Bangalore, Bombay, Chennai, Delhi, Dubái–Internacional, Tirupati |
| Air India Express          | Amritsar, Bangalore, Calcuta, Chennai, Dammam, Goa–Dabolim, Gwalior, Jaipur, Kochi, Lucknow, Mascate, Riad, Surat, Thiruvananthapuram, Varanasi, Visakhapatnam, Yeda |
| AIX Connect                | Bangalore, Calcuta, Chennai, Goa–Dabolim, Jaipur, Visakhapatnam |
| Akasa Air                  | Bangalore, Bombay, Delhi |
| Alliance Air               | Bangalore, Chennai, Goa–Dabolim, Jabalpur, Jagdalpur, Kochi, Mysore, Pune, Raipur, Tirupati, Vidyanagar, Vijayawada |
| British Airways            | Londres–Heathrow |
| Emirates                   | Dubái–Internacional |
| Etihad Airways             | Abu Dabi |
| Flydubai                   | Dubái–Internacional |
| Flynas                     | Riad |
| Gulf Air                   | Baréin |
| IndiGo                     | Abu Dabi, Ahmedabad, Amritsar (inicia 31 de marzo de 2024), Aurangabad, Bagdogra, Bangkok–Suvarnabhumi, Bangalore, Belgaum, Bhopal, Bhubaneswar, Bombay, Calcuta, Chandigarh, Chennai, Coimbatore, Colombo–Bandaranaike, Dammam, Darbhanga, Dehradun, Delhi, Doha, Dubái–Internacional, Durgapur, Goa–Dabolim, Goa–Mopa, Gondia, Gorakhpur, Guwahati, Hubli, Indore, Jabalpur, Jagdalpur (inicia 31 de marzo de 2024), Jaipur, Jodhpur, Kannur, Kochi, Kolhapur, Kozhikode, Kuwait City, Lucknow, Madurai, Mangalore, Mascate, Mysore, Nagpur, Nashik, Patna, Port Blair, Pune, Raipur, Rajahmundry, Ranchi, Ras Al Khaimah, Riad (finaliza 29 de marzo de 2024), Salem, Sharjah, Shirdi, Singapore, Srinagar, Surat, Thiruvananthapuram, Tiruchirappalli, Tirupati, Udaipur, Vadodara, Varanasi, Vijayawada, Visakhapatnam, Yeda |
| Jazeera Airways            | Kuwait City |
| Kuwait Airways             | Kuwait City |
| Lufthansa                  | Fráncfort |
| Malaysia Airlines          | Kuala Lumpur–Internacional |
| Nok Air                    | Bangkok–Don Mueang |
| Oman Air                   | Mascate |
| Qatar Airways              | Doha |
| SalamAir                   | Mascate |
| Saudia                     | Riad, Yeda |
| Singapore Airlines         | Singapur |
| SpiceJet                   | Ayodhya (inicia 2 de abril de 2024),Chennai, Delhi, Goa–Mopa, Jabalpur (inicia 31 de marzo de 2024), Kochi, Puducherry, Pune, Shirdi, Tirupati |
| SriLankan Airlines         | Colombo–Bandaranaike |
| Star Air                   | Bangalore, Jamnagar, Kishangarh, Nagpur, Pune, Shivamogga, Surat |
| Thai Airways International | Bangkok–Suvarnabhumi |
| Vistara                    | Bangalore, Bombay, Delhi, Goa–Mopa |

## Incidentes y accidentes
- La mañana de inauguración del aeropuerto, un vuelo de SpiceJet Airlines aterrizó cincuenta minutos antes de lo previsto, convirtiéndose en el primer vuelo en aterrizar en el nuevo aeropuerto. Esto causó la ira de diversos mandatarios, muchos de los cuales esperaban al "primer vuelo" regular de Lufthansa, que estaba previsto que fuese el primer vuelo en aterrizar en el nuevo aeropuerto. El vuelo 397 de SpiceJet de Ahmedabad a Hyderabad estaba previsto que aterrizase a las 12.50 a. m., pero tomó tierra a las 12.01 a. m. porque "el piloto decidió despegar pronto".[64]
- También en la mañana de inauguración del aeropuerto, el vuelo 873 de KLM de Ámsterdam se suponía que tenía que aterrizar en HIA, pero los informes indicaban que KLM no había efectuado el cambio de aeropuerto, y los pilotos, confundidos, decidieron desviarse a Nueva Delhi. Después de que se les denegase el aterrizaje en el Aeropuerto Internacional Indira Gandhi, se desviaron a Bombay, donde efectuaron el aterrizaje.[65] Sin embargo, KLM negó esto, alegando que el desvío se debió a que la climatología había propiciado que se estuviese por debajo de los límites mínimos de aterrizaje.[66]
- El 3 de abril de 2008, el vuelo 801 de Kingfisher Airlines, con destino Delhi, efectuó un aterrizaje de emergencia poco después de despegar del Aeropuerto Internacional de Hyderabad. El incidente lo provocó el humo en la bodega de carga, a raíz de contenido líquido ácido.